# Schmidt-Rubin M1889
Schmidt-Rubin M1889 (Шмидт-Рубин обр. 1889 г.) — швейцарская винтовка времён Первой и Второй мировых войн. Состояла на вооружении армии Швейцарии.

## История
Швейцарский физик Фридрих-Вильгельм Хеблер в 1880-е годы проводил опыты над винтовками уменьшенных калибров и разнообразными пулями, пытаясь создать эффективный вариант магазинной винтовки. На тот момент швейцарская пехота была вооружена винтовкой Веттерли 1869/1881, которая стала первой магазинной винтовкой, принятой на вооружение. Винтовка калибром 10,4 мм имела подствольный магазин на 11 патронов. На основании опытов Хеблера в 1889 году швейцарский оружейник Рудольф Шмидт при помощи Эдуарда Рубина (изобретателя пули в твёрдой оболочке) запатентовал новую, эффективную винтовку калибра 7,5 мм под патрон, имеющий бутылочную гильзу без закраины. Модифицировалась несколько раз, в 1959 году была заменена самозарядной винтовкой SIG SG 510. Всего винтовок данной модификации выпущено более 212 тысяч. В целом отличается скорострельностью, плотностью и точностью выстрелов, лёгким и безотказным действием затвора и хорошим ударно-спусковым механизмом.

## Описание

### Параметры
Масса винтовки 4200 г, со штыком — 4630 г. Длина винтовки 1300 мм. Ствол длиной 780 мм, располагает каналом с тремя нарезами, ход правый, шаг 270 мм. Пуля массой 13,75 г в свинцовой оболочке, расположенной на передней части в бумажной обёртке. Развивает начальную скорость 620 м/с. Заряд пороха массой 2 г.

### Форма деталей
Прицел секторный, мушка треугольная. Ствол покрыт сверху деревянной накладкой на длину ствола до мушки. Затвор прямого движения, без поворота рукоятки — представляет собой два параллельных цилиндра. Для запирания служит поворотная трубка с двумя упорами, входящими в кольцевой паз ствольной коробки. Само запирание расположено сзади магазина. Вместо шомпола используется верёвочная протирка. На наконечнике цевья имеется костылек, служащий для составления винтовок в козлы.
Штык с тесачным клинком носится отдельно от винтовки. Ложа из целого куска орехового дерева, шейка простая (не пистолетная).

### Стрельба
Курок снабжён кольцом для удобного захвата пальцем при постановке на предохранитель и взведении на боевое состояние. Взведение курка происходит при поворачивании затвора, когда открывают его, оттягивая назад. Ударник имеет отдельный боек. Для постановки курка на предохранительный взвод нужно оттянуть кольцо назад и повернуть вправо. Спуск лёгкий, с предупредителем. Используется серединный двухрядный магазин на 12 патронов, расположенных в шахматном порядке. Подающий механизм состоит из зигзагообразной пластинчатой пружины и подавателя. Для однозарядной стрельбы, когда желают сохранить в магазине патроны, магазин отводят немного вниз. На боковой стенке магазинной коробки просверлен ряд отверстий, чтобы стрелок мог видеть, сколько патронов имеется в магазине. Заряжают винтовку посредством обоймы в два приема по 6 патронов.

## Варианты
M1889
Более короткий карабин M1889/1894 поступил на вооружение кавалерии и специальных войск в 1894 году. Магазин рассчитан на шесть патронов, масса составляет 3100 г.
M1889/1896
Производилась с 1897 по 1912 годы, было выпущено 127 тысяч подобных винтовок.
M1897
Ограниченная серия с 1898 по 1927 годы, всего 7 900 штук.
M1889/1900
Винтовка образца 1900 года классифицируется как штуцер. Ствол укорочен до 590 мм, ёмкость магазина уменьшена в два раза. Ложа заменена на пистолетную. Использовалась инженерными войсками крепостной и осадной артиллерии. По длине и массе (3600 г) находится между кавалерийским карабином M1889/1894 и изначальным вариантом. Вторая в Европе винтовка короткого и облегчённого типа (первой была индокитайская винтовка Лебеля). Выпущено 18750 штук.
M1905
Кавалерийский карабин, производившийся с 1901 по 1911 годы. Выпущено всего 18750 штук.
M1889/1911
Производилась с 1914 по 1933 годы. Выпущено 184200 экземпляров. Используется остроконечная пуля массой 11,2 г (заряд — 3,2 г, патрон — 26,3 г) и длиной 34 мм. Развивала скорость 825 м/с, на расстоянии в 25 м имела скорость 810 м/с. Пластинчатая вставная обойма рассчитывалась на 6 патронов. В те же годы выпускался и кавалерийский карабин (13300 экземпляров).
M1889/1931
Производилась с 1933 по 1958 годы. Выпущена в наибольшем количестве за всю историю производства винтовок типа Шмидт-Рубин (582 230 экземпляров). Более короткий затвор, лёгкая ствольная коробка, длинный ствол, улучшенный спусковой механизм. По сравнению с 1911 годом обладает более высокой точностью стрельбы и придаёт скорость пули, большую на 20 м/с. Заменила три старых образца карабинов.
M1931
Выпускалась для снайперов в двух типах — образцах 1942 и 1943 годов. Производилась в 1944—1946 годах, 2240 экземпляров.
M1955
Снайперская винтовка. Последний вариант модификации. Годы выпуска: 1957—1959, 4150 экземпляров.